# Wagneriana tayos
Wagneriana tayos är en spindelart som beskrevs av Levi 1991. Wagneriana tayos ingår i släktet Wagneriana och familjen hjulspindlar. Inga underarter finns listade i Catalogue of Life.